# Род войск
Род войск (сил) — составная часть вида вооружённых сил государства, включающая воинские формирования, которые имеют свойственные только им основное вооружение и военную технику, а также способы их применения.
|                       |                       |                       |                       |                       |                       |                     |                     |                       |                       | вооружённые силы      |                       |                       |                       |                     |                     |  |  |                     |                     |                     |                     |                     |                     |                     |                     |                     |                     |  |  |  |  |  |  |  |  |  |  |  |  |  |  |  |  |
|                       |                       |                       |                       |                       |                       |                     |                     |                       |                       |                       |                       |                       |                       |                     |                     |  |  |                     |                     |                     |                     |                     |                     |                     |                     |                     |                     |  |  |  |  |  |  |  |  |  |  |  |  |  |  |  |  |
|                       |                       |                       |                       |                       |                       |                     |                     |                       |                       |                       |                       |                       |                       |                     |                     |  |  |                     |                     |                     |                     |                     |                     |                     |                     |                     |                     |  |  |  |  |  |  |  |  |  |  |  |  |  |  |  |  |
|                       |                       | вид вооружённых сил   | вид вооружённых сил   | вид вооружённых сил   | вид вооружённых сил   | вид вооружённых сил | вид вооружённых сил |                       |                       | вид вооружённых сил   | вид вооружённых сил   | вид вооружённых сил   | вид вооружённых сил   | вид вооружённых сил | вид вооружённых сил |  |  | вид вооружённых сил | вид вооружённых сил | вид вооружённых сил | вид вооружённых сил | вид вооружённых сил | вид вооружённых сил |                     |                     |                     |                     |  |  |  |  |  |  |  |  |  |  |  |  |  |  |  |  |
|                       |                       | вид вооружённых сил   | вид вооружённых сил   | вид вооружённых сил   | вид вооружённых сил   | вид вооружённых сил | вид вооружённых сил |                       |                       | вид вооружённых сил   | вид вооружённых сил   | вид вооружённых сил   | вид вооружённых сил   | вид вооружённых сил | вид вооружённых сил |  |  | вид вооружённых сил | вид вооружённых сил | вид вооружённых сил | вид вооружённых сил | вид вооружённых сил | вид вооружённых сил |                     |                     |                     |                     |  |  |  |  |  |  |  |  |  |  |  |  |  |  |  |  |
|                       |                       |                       |                       |                       |                       |                     |                     |                       |                       |                       |                       |                       |                       |                     |                     |  |  |                     |                     |                     |                     |                     |                     |                     |                     |                     |                     |  |  |  |  |  |  |  |  |  |  |  |  |  |  |  |  |
| подчинённый род войск | подчинённый род войск | подчинённый род войск | подчинённый род войск | подчинённый род войск | подчинённый род войск |                     |                     | подчинённый род войск | подчинённый род войск | подчинённый род войск | подчинённый род войск | подчинённый род войск | подчинённый род войск |                     |                     |  |  |                     |                     |                     |                     | отдельный род войск | отдельный род войск | отдельный род войск | отдельный род войск | отдельный род войск | отдельный род войск |  |  |  |  |  |  |  |  |  |  |  |  |  |  |  |  |

Также в вооружённых силах некоторых государств встречаются отдельные рода войск, не входящие в состав видов вооружённых сил.

## История родов войск (сил)

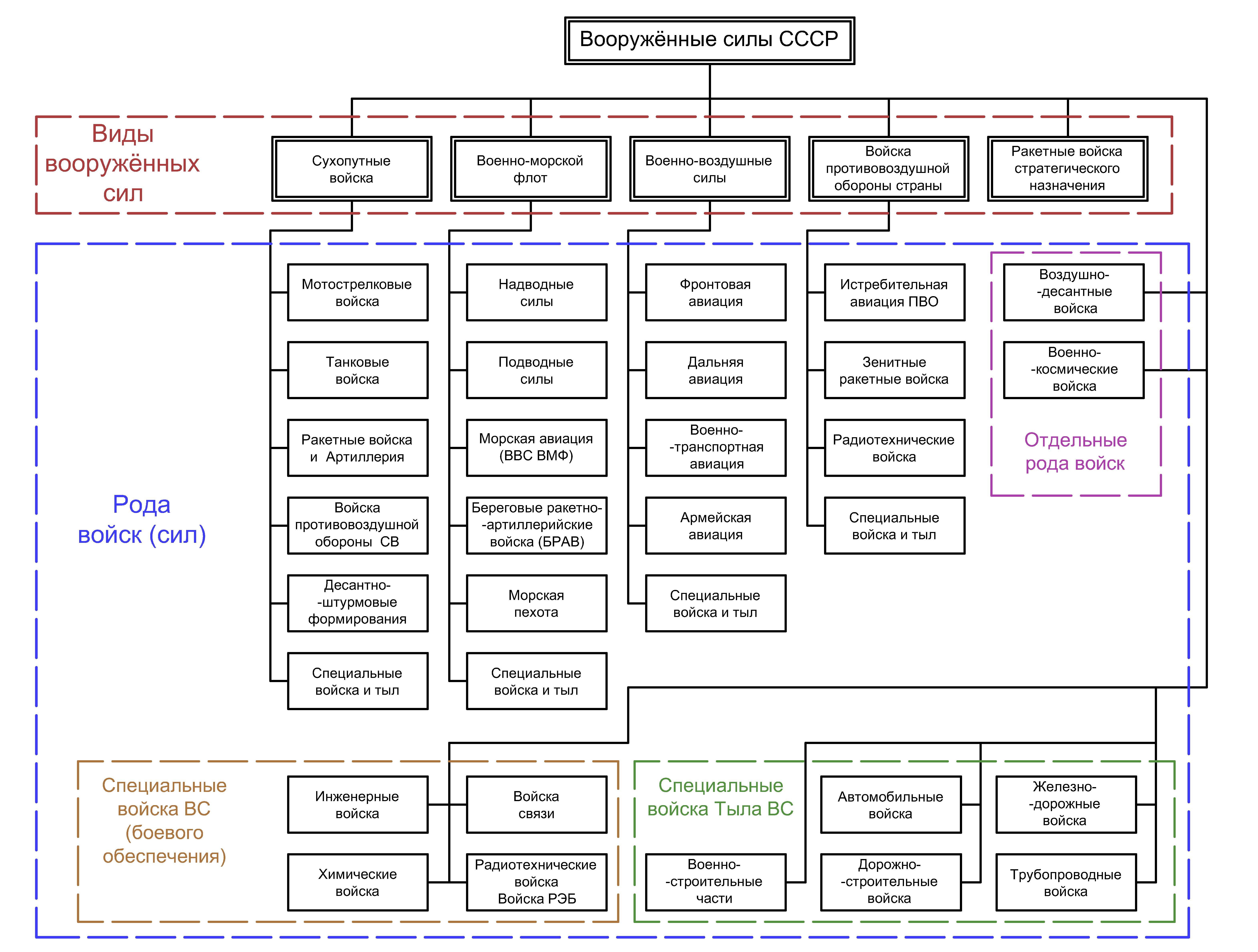
Виды Вооружённых сил СССР и рода войск на начало 1990 года

### Рода в сухопутных войсках
До XVI века существовали только два рода войск: пехота и кавалерия.
В данном разделе в хронологическом порядке приведены существовавшие и существующие рода войск.

#### Пехота

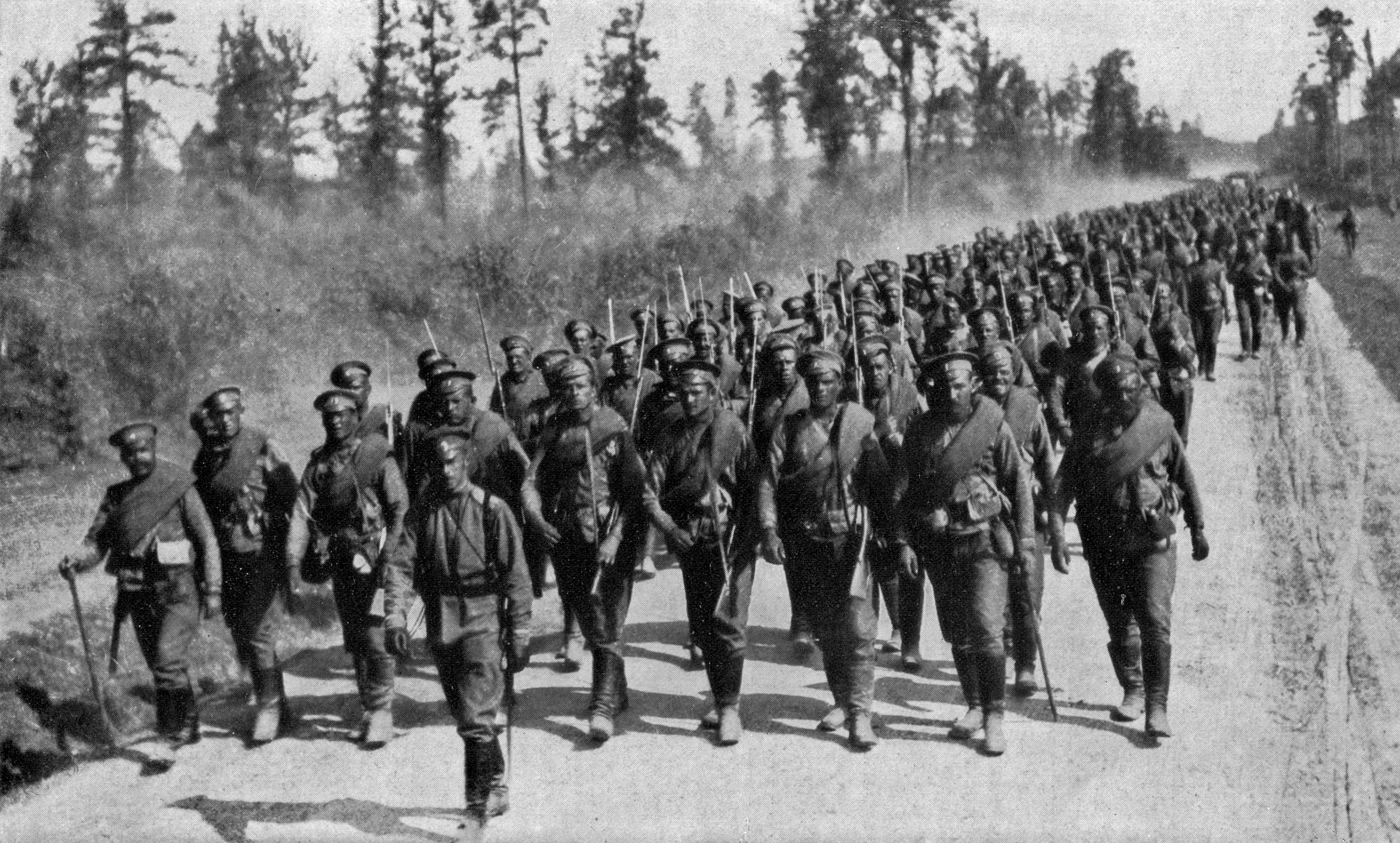
Пехота Русской императорской армии на марше.
1917 год

Пехота является основным и старейшим родом войск. История пехоты ведёт своё начало от первых вооружённых формирований в таких античных государствах как Древний Египет, Древняя Греция и Древний Рим, в которых она была основным родом войск. В период разложения родового строя пешие воины были вооружены простейшим холодным оружием: копьё, палица, топор и другие. С появлением метательного оружия пехота перестала быть однородной и разделилась на тяжёлую и лёгкую пехоту. Тяжёлая пехота, в которой воины облачались в защитные средства и несли щиты, была вооружена копьями и мечами. Лёгкая пехота была вооружена метательным вооружением (лук, праща и дротик).
В Древнем Риме пехота получила развитую организацию войск, в которой основной организационной единицей служил легион. Легион состоял из когорт, которые делились на манипулы, а те в свою очередь разделялись на центурии (сотни). В войсках государств Западной Европы в VI—VII веках основную часть составляла пехота в виде пешего ополчения. В VIII—IX веках в связи с образованием крупных феодальных государств и феодального ополчения, пехота как род войск пришла в упадок из-за создания рыцарской конницы, которая несколько веков оставалась основной силой на полях сражений. Из разновидностей пехоты в этот период сохранилась только лёгкая пехота вооружённая луками и арбалетами.
В Западной Европе возрождение пехоты было связано с усилением роли городов, многие из которых добились самоуправления и могли самостоятельно комплектовать собственные войска из ремесленного ополчения. В 1302 году пехота ополчения Фландрии в боях смогла разбить французскую рыцарскую конницу. В 1315 году швейцарская пехота разбила рыцарскую конницу Габсбургов. В XIV—XVI веках в пехоте европейских государств сохранялось разделение пехоты на лёгкую (мушкетёры и фузилёры) и тяжёлую (копейщики и пикинёры).
В Русском царстве до нашествия монголо-татаров, пехота была основным и единственным родом войск. Конница созданная в IX веке имела второстепенное значение. К XV веку соотношение конницы и пехоты уравнялось. С созданием централизованного русского царства, в начале XVII века в войсках была проведена реформа которая привела к новой организации войск («полки нового строя»). Пехота получила полковую организацию.
Во второй половине XVI века в Испании пехота начала сводиться в пехотные бригады. С XVII основной тактической единицей пехоты стал пехотный батальон. В начале XVIII века начали создаваться пехотные дивизии, а после и пехотные корпуса.
В связи с появлением в Первую мировую войну новых родов войск (танковые войска, химические, авиация и другие), удельный вес пехоты в вооружённых силах государств постепенно снижался. Если к началу боевых действий он достигал 60—70 %, то к концу войны он достиг 40—50 %. К окончанию боевых действий в ряде стран были проведены первые опыты по повышению мобильности пехоты методом её транспортировки на автомобилях — было дано начало моторизации пехоты. По итогам войны в боевых уставах и наставлениях многих государств было закреплено что пехота является главным родом сухопутных войск.
В 1918 году в Советской республике пехота была переименована в Стрелковые войска.
В межвоенный период во многих государствах производились реформы в пехоте с целью повышения её огневой мощи, совершенствования организационной структуры, моторизации и механизации.
В годы Второй мировой войны, несмотря на растущую роль бронетанковых войск и авиации, пехота оставалась самым многочисленным родом войск. В ВС СССР пехота усиливалась танковыми и артиллерийскими частями. Кроме того пехота входила в состав воздушно-десантных войск, бронетанковых и механизированных войск, а также в состав военно-морского флота (морская пехота).
После Второй мировой войны во многих государствах проводились мероприятия по механизации пехоты, заключавшейся в оснащении пехоты бронированной техникой (БМП и БТР) способной как доставлять пехотинцев до поля боя, так и поддерживать их своим вооружением в бою. В 1963 году в ВС СССР пехота как род войск получила название мотострелковые войска.
Аналогичный род войск в других государствах в русскоязычных источниках называется «мотопехота». В англоязычных источниках носит название «механизированная пехота» (англ. Mechanized infantry).

#### Кавалерия

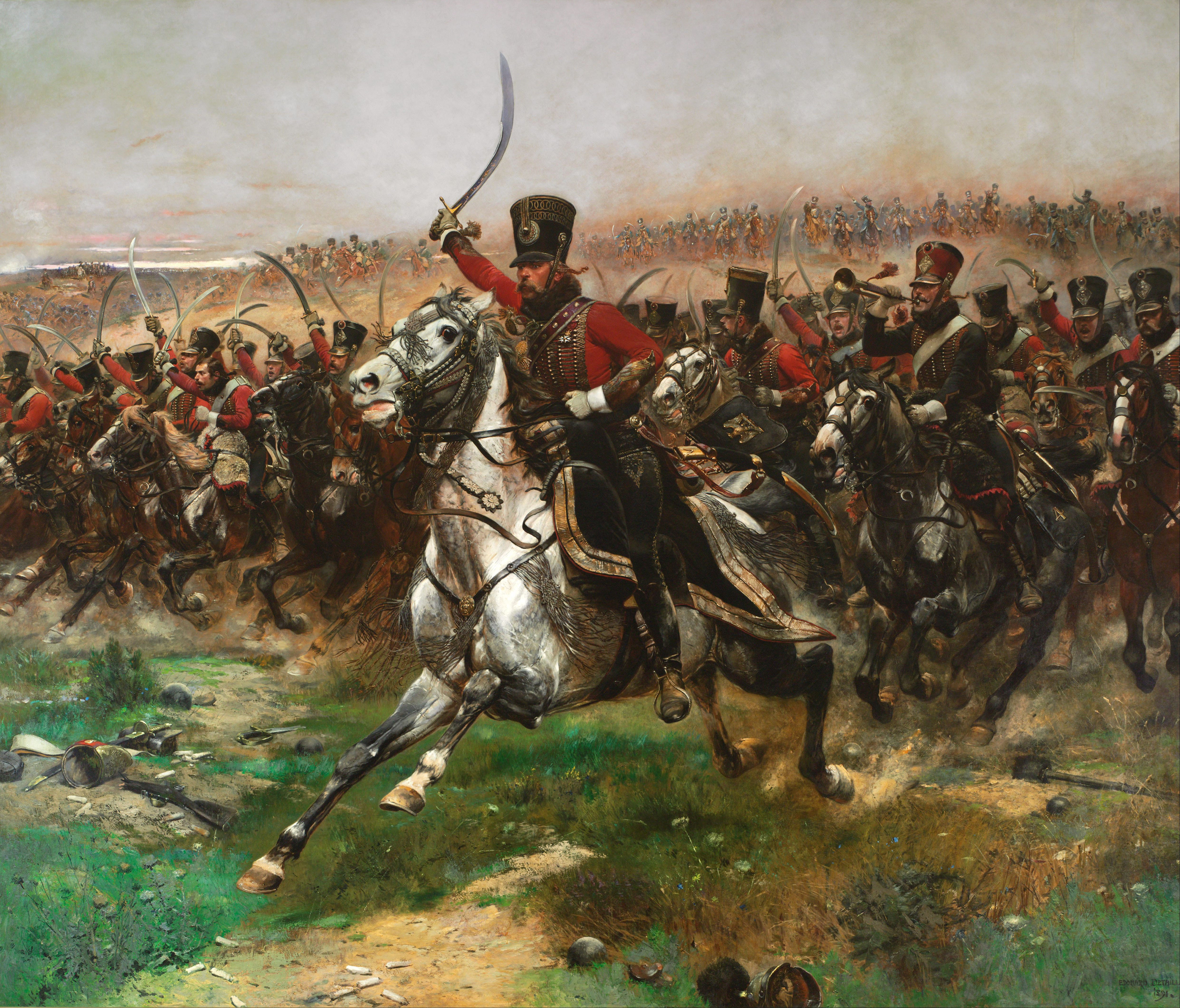
Лёгкая французская кавалерия (гусары) в Битве под Фридландом.
2 июня 1807 года.
Картина Детая Жан Батиста

Кавалерия (Конница) являлась родом войск в котором для ведения боевых действий и передвижений использовалась верховая лошадь. Первоначально в армиях Древнего Египта, Индии, Китая и других государств применялись колесницы, запряжённые лошадьми. Впервые кавалерия появилась в IX веке до нашей эры в Ассирии, после чего повсеместно распространилась в рабовладельческих государствах. В армии Персии VI века кавалерия являлась основным родом войск и имела две разновидности: тяжёлую конницу, вооружённую мечами и пиками и лёгкую конницу с вооружением из луков и дротиков. Наибольшего развития кавалерия достигла при Александре Македонском в IV веке до нашей эры, когда была выделена в отдельный род войск состоявший из илов (ил — аналог эскадрона из 64 всадников). В армии Древнего Рима кавалерия была вспомогательным родом войск при пехоте, и рассредотачивалась по легионам по одной турме (30 всадников). Для некоторых государств конница была единственным родом войск — к примеру для Монгольской империи.
С появлением огнестрельного оружия и артиллерии, изменился характер применения конницы. Постепенно облегчалось защитное вооружение кавалеристов. К XVI веку во многих государствах в кавалерии была введена полковая организация. К примеру кавалерийский полк Швеции состоял из 4 эскадронов (по 125 всадников), каждый из которых делился на 2 корнета (взвода). При Петре Первом кавалерия получила собственную артиллерию из 2 орудий на один кавалерийский полк. В XIX веке с ростом численности армий, во многих государствах кавалерию стали разделять на войсковую и стратегическую. Войсковая кавалерия представляла собой конные формирования при пехотных соединениях и выполняла функции разведки, прикрытия флангов, связи и охранения. Стратегическая конница, представленная бригадами, дивизиями и корпусами, могла самостоятельно выполнять боевые задачи.
К началу Первой мировой войны 8 % — 10 % от общей численности воюющих сторон составляла кавалерия, которая оставалась единственным манёвренным родом войск. В связи с переходом боевых действий на позиционный характер, а также массовым применением артиллерии, пулемётов и военной авиации роль кавалерии упала. В годы Второй мировой войны кавалерия ограниченно применялась воюющими сторонами. В РККА кавалерийские соединения и части использовались для развития прорыва и преследования противника совместно с танковыми и механизированными корпусами.
К середине XX века во многих государствах полностью утратила своё значение кавалерия с последовавшим расформированием частей и соединений.
В Вооружённых силах СССР к окончанию Великой Отечественной войны было 8 управлений кавалерийских корпусов, которые включали в себя 26 кавалерийских дивизий. В послевоенный период все соединения были расформированы в период до апреля 1955 года.

#### Артиллерия
Артиллерия — род войск, имеющий на вооружении артиллерийские орудия, реактивные системы залпового огня и тактические, оперативные ракетные комплексы.
В конце XII — начале XIV веков в армиях некоторых европейских государств на вооружении пехотных и кавалерийских частей появились артиллерийские орудия. В XVI веке артиллерия была сформирована как род войск с созданием полностью артиллерийских формирований, с собственным централизованным командованием, ведавшим вопросами обеспечения и управления. Таковым к примеру в Русском царстве был Пушечный приказ, созданный в 1581 году.
В XVIII веке в артиллерии произошли большие реформы. В Российской империи реформы проводил Пётр Первый. Было произведено деление артиллерии по принципу использования на следующие виды: полковая, полевая, крепостная и осадная. Артиллерийские батареи были сведены в полки и в бригады. Введены на постоянной основе конные средства тяги (фурштат). Для огневой поддержки кавалерии была создана конная артиллерия.
В годы Первой мировой войны были созданы артиллерийские дивизии. В годы Второй мировой войны в Красной армии были созданы артиллерийские корпуса.
В организационном плане данный род войск делится на войсковую артиллерию (в ряде государств — полевую) и артиллерию Резерва верховного главнокомандования (РВГК). Войсковая (полевая) артиллерия подразделяется на уровни формирований (батальонная, полковая, дивизионная, корпусная, армейская). Армейская артиллерия до 1990-х годов имелась только в составе ВС СССР, а на современном этапе только в составе ВС РФ. В войсковой артиллерии с повышением уровня формирования повышается огневая мощь орудий имеющихся на вооружении. В артиллерии РВГК на вооружении находились и находятся орудия большой мощности служащие для разрушения особо прочных фортификационных укреплений и уничтожения особо важных объектов противника в глубине его обороны. Части и соединения артиллерии РГВК не входили в состав общевойсковых объединений и соединений в военных округах.
В СССР появившиеся в годы Второй мировой войны образцы реактивной артиллерии, а в послевоенное время — тактические и оперативные ракетные комплексы, также были отнесены к артиллерии, под которой традиционно понималась ствольная артиллерия. В связи с этим было принято полное название рода войск — Ракетные войска и Артиллерия (РВиА). В ВС СССР данное название рода войск было введено в 1961 году.

#### Танковые войска

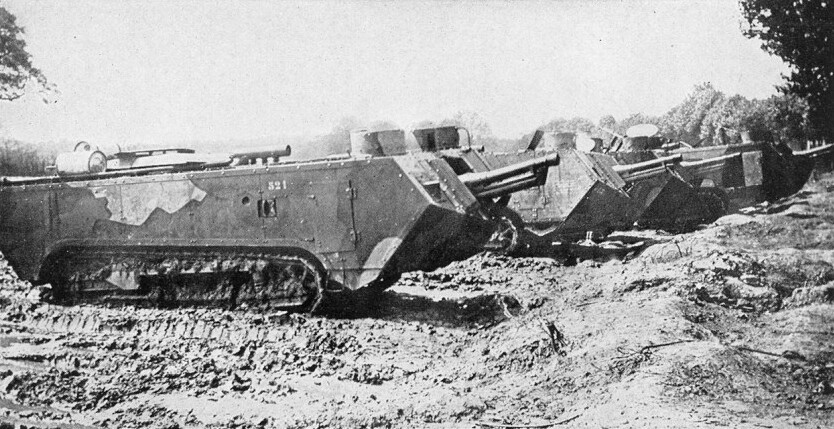
Подразделение французских танков Сен-Шамон. 1917 год
Первые формирования бронетанковых войск были созданы в Вооружённых силах Франции в годы Первой мировой войны

В XX веке в связи с появлением новых образцов оружия, военной техники и изменением методов ведения боевых действий появились новые рода войск. В ходе Первой мировой войны появились бронетанковые войска. Первой организационной формой бронетанковых войск стали танковые группы созданные в армии Франции. В каждую танковую группу входило 4 батареи по 4 танка в каждой. В дальнейшем французские бронетанковые формирования постоянно укрупнялись: в марте 1917 года начали создаваться танковые батальоны; с мая 1918 года появились танковые полки, а в июле того же года — танковые бригады. В Советской республике в 1918 году на остатках материальной базы бывшей царской армии были созданы Броневые силы РККА. Первоначально в данный род сил включались бронеавтомобильные и автотанковые отряды и бронепоезда. С 1930 года род войск получил название Мотомеханизированные войска, а с 1934 года — Автобронетанковые войска. В 1942 году род войск стал именоваться Бронетанковые и механизированные войска. В 1954 году название рода войск стало короче — Бронетанковые войска. В 1960 году род войск был переименован в Танковые войска.

#### Войска противовоздушной обороны
Войска противовоздушной обороны сухопутных войск — род войск предназначенный для отражения удара средств воздушного нападения противника и защиты группировок войск и объектов тыла. В царской армии первые формирования ПВО появились в 1914 году и представляли собой противосамолётную батарею из 4 76-мм орудий. Всего в период с 1915 по 1917 годы в царской армии было создано 251 зенитная батарея. Для противовоздушной обороны частей и соединений РККА в июле 1918 года было создано Управление заведующего зенитными формированиями (Упразазенфор), которое за 3 года смогло сформировать только 10 зенитных батарей. В 1927 году при Штабе РККА было создано Управление ПВО, под централизованное командование которого был сведён род войск. В годы Великой Отечественной войны были созданы корпусные зенитные полки ПВО и зенитные дивизии Резерва верховного главнокомандования. За годы войны ПВО сухопутных войск сбила 21 105 самолётов противника.
В 1958 году все наземные силы ПВО сухопутных войск были объединены в отдельный род войск в составе сухопутных войск. В послевоенный период войска ПВО сухопутных войск СССР получили на вооружение ракетное вооружение. Постепенно происходило замещение средств зенитной артиллерии на зенитно-ракетные комплексы.
На конечном этапе существования ВС СССР войска ПВО сухопутных войск были представлены зенитными ракетно-артиллерийскими батареями и дивизионами в составе полков, зенитно-ракетными полками в составе дивизий, зенитными бригадами в составе военных округов, общевойсковых и танковых армий. Кроме частей и соединений зенитно-ракетных войск в состав ПВО сухопутных войск также входили радиотехнические бригады. Только из соединений армейского и окружного подчинения, на момент распада СССР в составе ПВО сухопутных войск находилось 35 зенитно-ракетных бригад и 10 радиотехнических бригад.

#### Аэромобильные войска

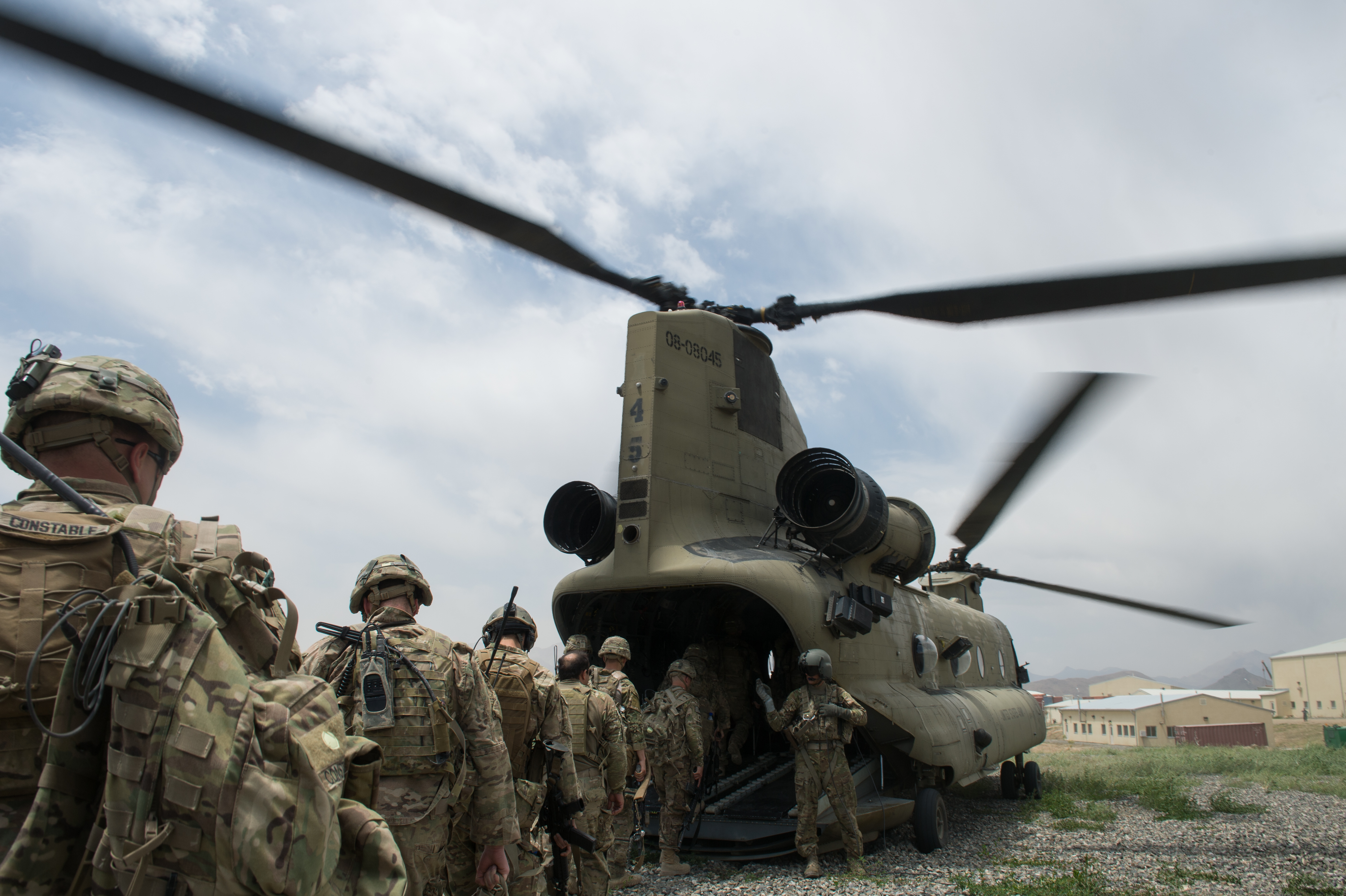
Погрузка в вертолёт CH-47 аэромобильного подразделения сухопутных войск США.
Афганистан. 23 июня 2015 года

Аэромобильные войска (Десантно-штурмовые войска) — формирования в сухопутных войсках, которые в вооружённых силах некоторых государств имеют собственное командование и образуют род войск в сухопутных войсках либо отдельный род войск в вооружённых силах. Предназначением аэромобильных войск является действия в тылу противника, в который они перебрасываются авиацией.
История создания аэромобильных войск связано с развитием армейской авиации, представленной в первую очередь транспортными вертолётами, позволявшими перевозить пехотинцев в труднодоступную местность. Начало создания аэромобильных войск относится к периоду Вьетнамской войны. Командование Армии США в 1965 году создало 1-ю аэромобильную дивизию, всё вооружение и техника которой могло перебрасываться по воздуху вертолётами. Для этого количество автомобилей в ней было сокращено с 3200 для обычной пехотной дивизии, до 1600. Общий вес грузов аэромобильной дивизии был снижен в 3 раза. Для стратегической переброски транспортными самолётами требовалось в 1,5—2 раза меньше рейсов чем для воздушно-десантной или пехотной дивизии. В 1969 году 101-я воздушно-десантная дивизия находившаяся во Вьетнаме, также была переформирована в аэромобильную дивизию.
В ВС СССР по итогам положительного применения аэромобильных войск во Вьетнаме, в 1968 году также перешли к созданию аналогичных формирований, получивших название воздушно-штурмовых бригад. К началу 1970-х они получили название десантно-штурмовых бригад. При этом собственного командования десантно-штурмовые формирования не имели и подчинялись административно-территориальным органам командования сухопутными войсками (штабам военных округов). В 1979 году в составе общевойсковых и танковых армий также были созданы отдельные десантно-штурмовые батальоны. В августе 1990 года все десантно-штурмовые бригады и десантно-штурмовые батальоны были переподчинены от командования сухопутных войск, командованию воздушно-десантных войск.
В Армии США единственные 2 аэромобильных соединения (82-я и 101-я воздушно-десантные дивизии) не образуют род войск с обособленным собственным командованием, и входят в состав 18-го воздушно-десантного корпуса, который подчиняется Командованию сухопутных войск США (Командование Армии США). В данное объединение кроме указанных соединений входят пехотные, артиллерийские и соединения других родов войск.
На текущем историческом этапе в некоторых государствах аэромобильные войска являются родом сухопутных войск с наличием собственного командования. К примеру в Вооружённых силах Казахстана под названием Десантно-штурмовые войска (до 2015 года — Аэромобильные войска). В Вооружённых силах Украины Аэромобильные войска до 2012 года входили в состав сухопутных войск, после чего были выведены из него с получением статуса отдельного рода войск и нового названия (Десантно-штурмовые войска).

### Рода ввоенно-воздушных силах

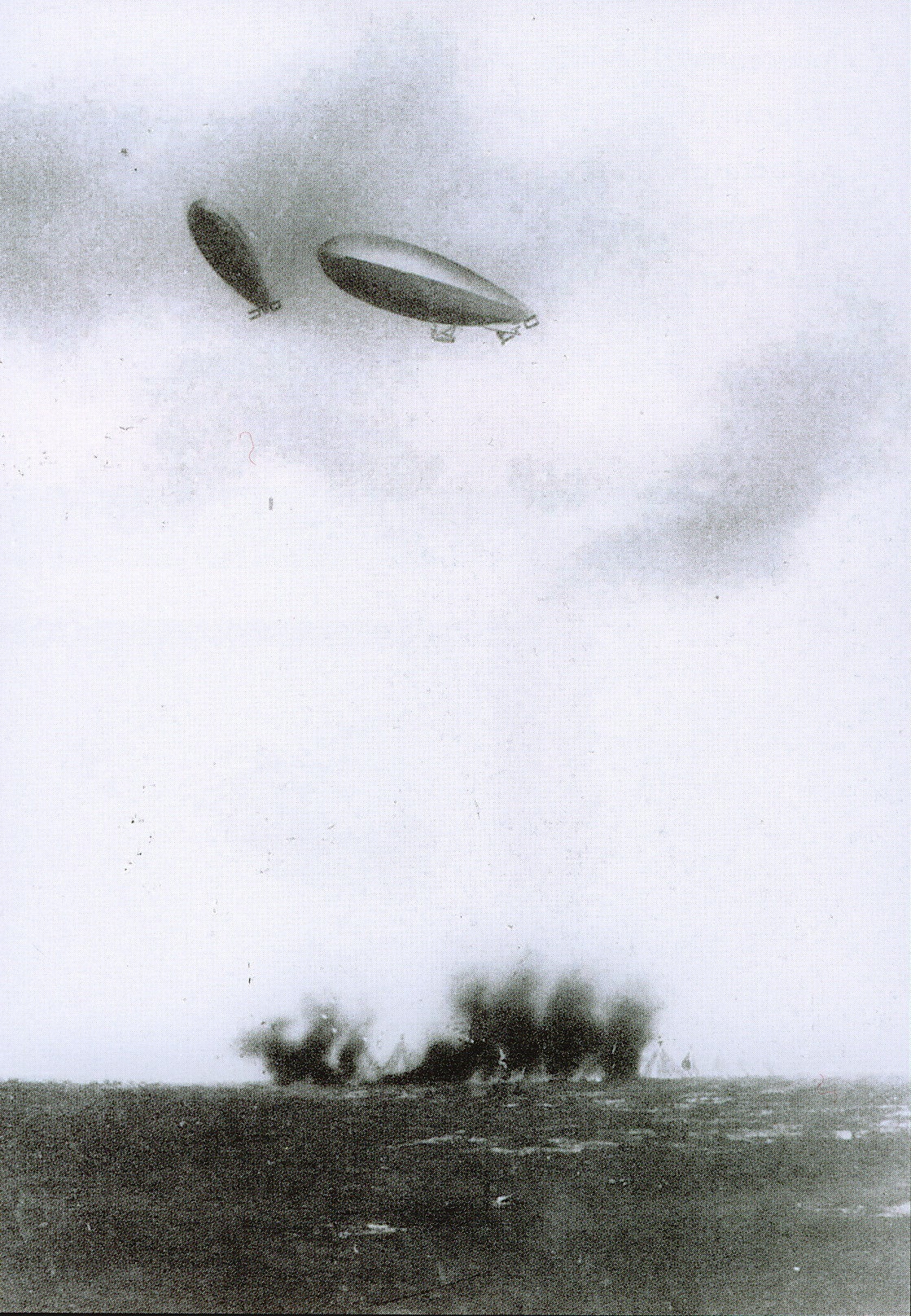
Первый в истории конфликт с применением военно-воздушных сил — итальянские дирижабли бомбят турецкие позиции.
Итало-турецкая война. Ливия. 1911 год

Накануне Первой мировой войны в различных государствах стали создаваться формирования военной авиации. В 1911 году в ходе итало-турецкой войны Италия впервые применила самолёты для разведки и бомбардировки противника. Так появился новый вид вооружённых сил — военно-воздушные силы (военная авиация). Для ВВС принято составные части, решающие определённые задачи, именовать родами авиации.
В ходе боевых действий в Первой мировой войне разные государства использовали самолёты в основном в трёх целях: разведка, уничтожение самолётов противника и бомбардировка противника. С дальнейшим техническим развитием самолётов произошло разделение военной авиации по предназначению и решаемым задачам на следующие рода авиации:
- истребительная авиация;
- бомбардировочная авиация:

- фронтовая;
- дальняя;
- стратегическая.

- штурмовая;
- разведывательная авиация;
- военно-транспортная авиация;
- специальная авиация.

Рода авиации в ВВС многих государств представлены частями и соединениями. Объединения военной авиации обычно имеют смешанный состав и включают в себя части и соединения из разных родов авиации. .
В виде исключения в крупнейших государствах существовали ВВС, в которых рода авиации были представлены объединениями — воздушными армиями (ВА). К примеру в ВВС СССР и ВВС США существовали воздушные армии стратегической авиации. На современном этапе подобная воздушная армия (8-я ВА) имеется только в ВВС США. Также в ВВС США существуют воздушные армии транспортной авиации (4-я ВА и 22-я ВА).

### Рода ввоенно-морских силах

#### Надводные силы
В военно-морских силах большинства государств до начала XX века был только один основной род — надводные силы флота, представленный надводными военными кораблями различного предназначения. Надводные силы не являются официальным именованием рода сил, а только обозначают собирательное наименование всех надводных кораблей и судов военно-морского флота. Появление самого термина «надводные силы» связано с появлением в начале XX века подводных лодок, которые организационно были сведены в «подводные силы».

#### Морская пехота

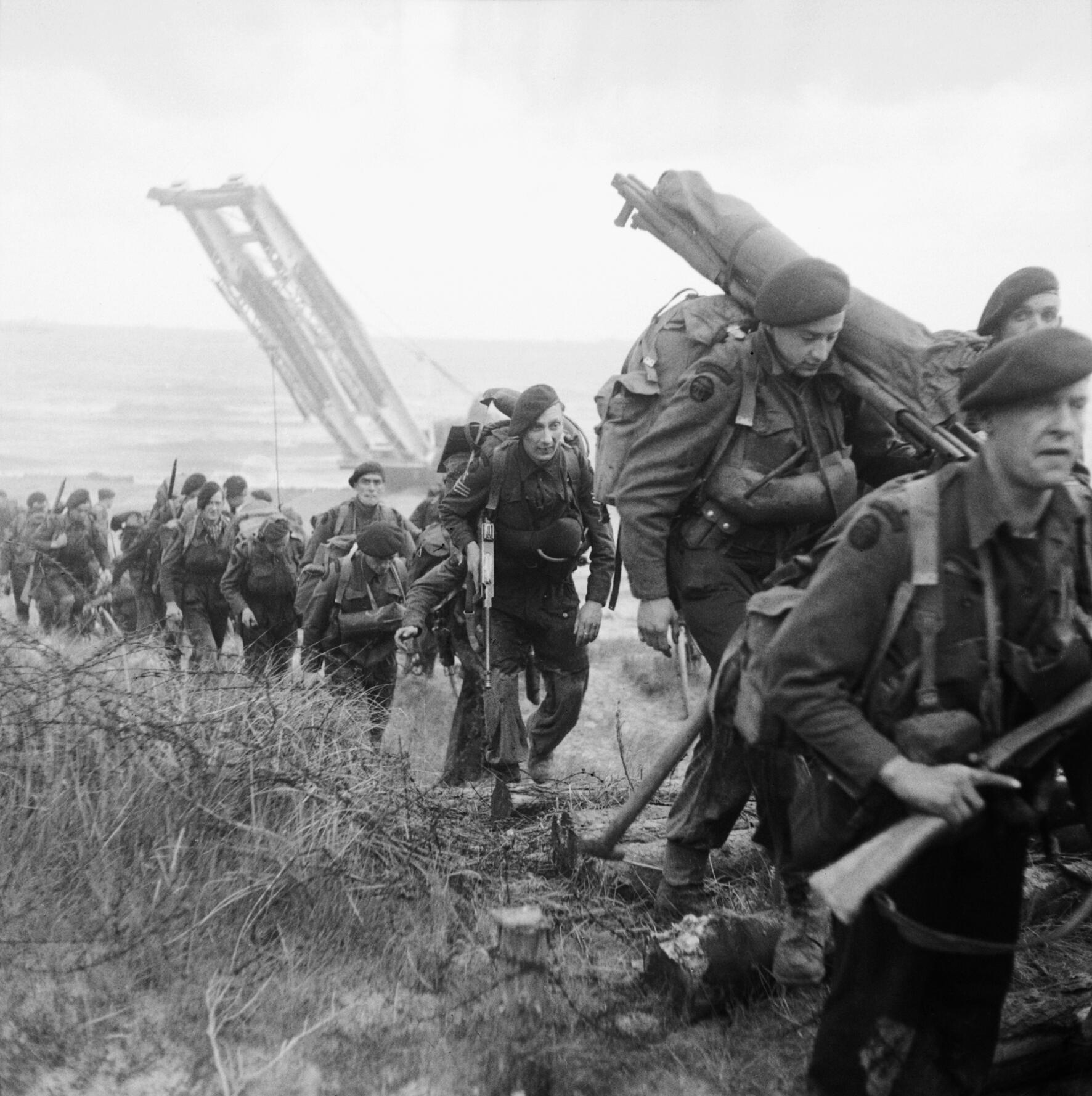
Королевская морская пехота Великобритании на побережье Нормандии.
6 июня 1944 года

До начала XX века, в военно-морских силах малого количества государств также существовал второй род сил — морская пехота. Род сил возник из необходимости вести боевые действия на побережье и в море при абордаже кораблей противника, не привлекая к этому экипаж корабля, поскольку потери среди личного состава корабля могли сказаться на его боеспособности. В основном морская пехота создавалась в государствах которые вели активную колониальную политику. До XX века морская пехота существовала в военно-морских силах таких морских держав как: Испания (создана в 1537 году), Португалия (в 1618), Великобритания (в 1664), Италия (в 1713), США (в 1775), Чили (в 1818) Мексика (в 1821). В Российской империи морская пехота существовала с 1705 по 1833 годы. При этом в Российской империи формирования морской пехоты (морские полки) были в 1814 году были переподчинены от командования флотом командованию сухопутных войск.
В ВМФ СССР, в отличие от военно-морских сил других государств, морская пехота не имела непрерывной истории существования и создавалась дважды: в период с 1941 года по 1956. И с 1963 года до самого распада СССР.
Морская пехота является родом сил способным выполнять общевойсковые задачи и кроме пехотных подразделений располагает также подразделениями других родов войск (артиллерийские, танковые, ПВО, инженерные и т. д.). Для обеспечения перевозки и высадки формирований морской пехоты в военно-морских силах создаются части и соединения десантных кораблей различного класса, способные перебросить по морю формирования морской пехоты вместе со штатной техникой. Также части морской пехоты могут высаживаться на побережье с вертолётов корабельного базирования (с кораблей-вертолётоносцев).

#### Подводные силы
Подводные силы — род военно-морских сил представленный подводными лодками различных классов. Организационно может представлять собой бригады подводных лодок и дивизии подводных лодок, которые подчиняются непосредственно командованию флотов.
В конце XIX века на вооружение военно-морских сил различных государств стали поступать подводные лодки. Первое боевое применения подводных лодок, сведённых в отдельное формирование, отмечено в годы русско-японской войны 1904—1905 годов. Таковым формированием стал Отдельный отряд миноносцев Российского императорского флота, состоявший из 7 подводных лодок (названия — «Форель», «Сом», «Дельфин», «Касатка», «Налим», «Скат» и «Шереметев»). Указом императора Николая II от 6 (19) марта 1906 года о внесении изменений в классификацию судов военного флота, подводные лодки, числившиеся до этого в классе миноносцев, получили
самостоятельный статус. Так появился третий род сил — подводные силы флота.
С дальнейшим ростом количества подводных лодок происходило укрупнение формирований из которых они состояли. Создавались дивизионы, бригады, флотилии и дивизии подводных лодок. В последние годы существования ВМФ СССР, в её подводных силах было около 20 дивизий подводных лодок и 22 бригады подводных лодок.

#### Морская авиация

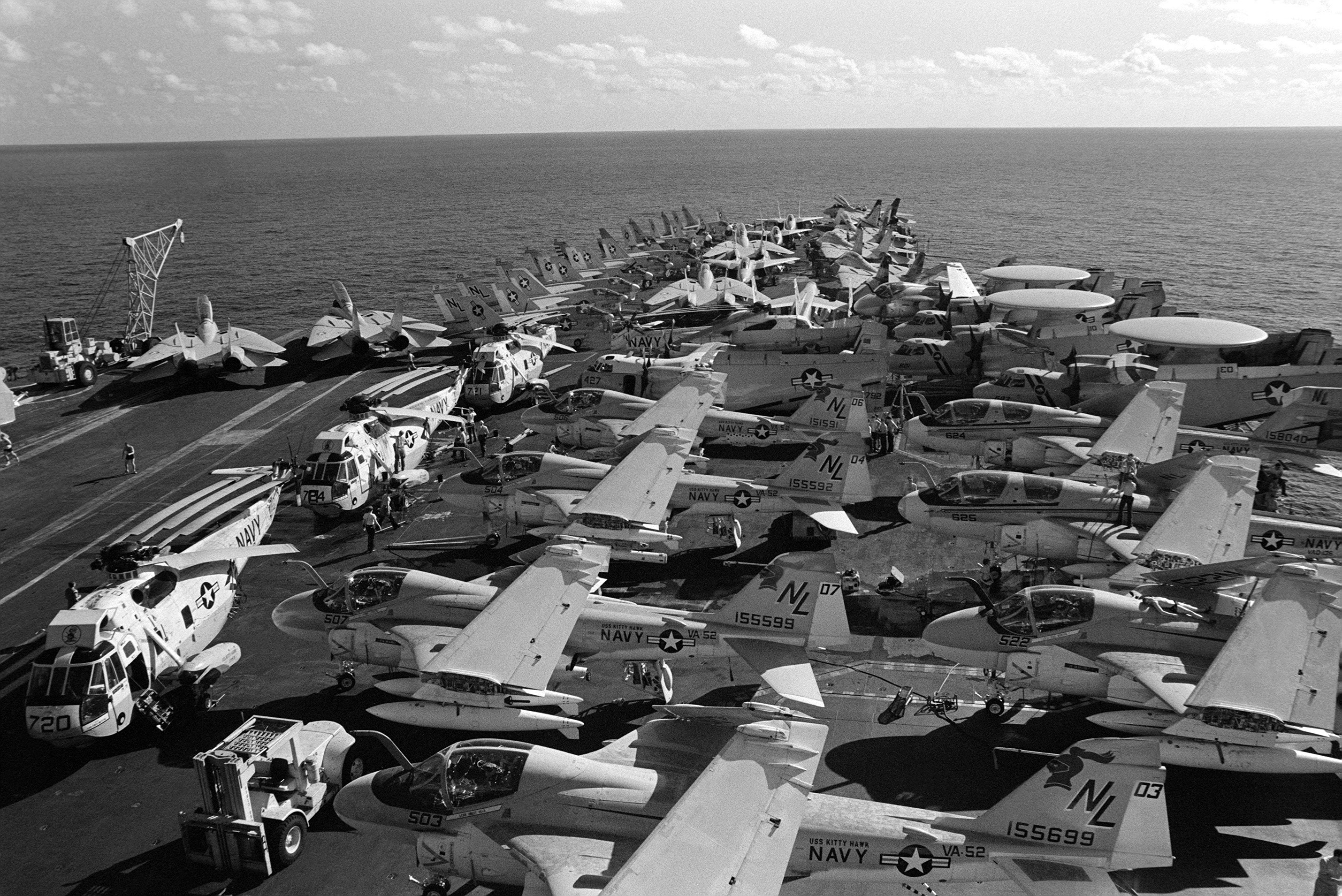
Различные типы летательных аппаратов морской авиации США
на палубе авианосца Kitty Hawk.
15 января 1980

Накануне Первой мировой войны в военно-морские силы некоторых государств был введён новый род сил — морская авиация.
В 1911 году в Российской империи были сконструированы первые гидросамолёты, которые предполагалось использовать в интересах военно-морского флота, главной целью в качестве разведывательных средств. В мае 1911 года военный лётчик Дыбовский Виктор на практическом опыте показал возможность обнаружения подводной лодки с самолёта, чем положил начало созданию противолодочной авиации.
В ноябре 1910 года американскому пилоту Юджину Эли впервые удалось совершить взлёт самолёта с палубы крейсера «Бирмингем». В январе 1911 года Эли совершил посадку на палубу крейсера «Пенсильвания». Так появилась палубная авиация. Первый боевой опыт морской авиации был получен в ВМС США в 1913 году, когда отряд самолётов действовал совместно с формированиями морской пехоты и кораблями, в районе мексиканского порта Веракрус в ходе американской оккупации.
В межвоенный период в 1920-е годы велись конструкторские работы по использованию торпед с самолётов. К началу 1930-х годов в военно-морских силах некоторых государств появился новый род морской авиации — минно-торпедная авиация (торпедоносная авиация), главной задачей которого было уничтожение надводных кораблей и подводных лодок противника. Первые попытки уничтожения кораблей противника торпедами с самолётов относятся к 3 сентябрю 1917 года, когда 5 гидросамолётов ВВС Великобритании при поддержке 4 крейсеров, 10 эсминцев и 3 подводных лодок атаковали военно-морскую базу Австро-Венгрии в Каттаро (в Черногории). Из-за сильного волнения моря операция закончилась провалом. В 1917—1918 годах морская авиация ВМС США провела 25 воздушных атак против германских подводных лодок, из которых 12 были успешными. В годы Первой мировой войны в составе морской авиации некоторых государств кроме самолётов также имелись дирижабли служившие для разведывательных целей.
В ВМФ СССР к 1939 году морская авиация разделялась на следующие рода: ударная бомбардировочная, минно-торпедная, истребительная и разведывательная. В тот же межвоенный период, в ведущих авиастроительных державах (США, Великобритания, Япония и Франция) разделение морской авиации на рода соответствовало советскому, но дополнительно разделялась по условиям базирования: на корабельную (на авианосцах) и на береговую.
В послевоенный период, в связи с развитием противокорабельного ракетного вооружения, в период 1961—1963 годов в ВМФ СССР минно-торпедная авиация была преобразована в морскую ракетоносную авиацию.

#### Береговые ракетно-артиллерийские войска
В связи с поступлением на вооружение ракетной техники, в 1958 году такой вид оружия ВМФ СССР как береговая артиллерия был переименован в род сил береговые ракетно-артиллерийские войска (БРАВ). Данный род сил выполняет задачи по обороне побережья от морского противника представленного надводными кораблями, десантными отрядами и конвоями. Также БРАВ служат для уничтожения пунктов базирования, находящихся там кораблей и подавления противодесантной обороны противника.

### Войска ПВО СССР
Войска ПВО СССР являлись видом вооружённых сил СССР, выполнявшим задачу по защите от воздушных ударов крупных промышленных центров и районов страны, группировок вооружённых сил и других важных военных и государственных объектов. Официально вид вооружённых сил был создан 9 ноября 1941 года, когда была введена должность Командующего ПВО территории страны и произошло разделение противовоздушной обороны на войска ПВО территории страны и войска ПВО подчинённые командованию военных округов и объединений действующей армии и флота.
В данный вид входило три рода войск (сил).

#### Авиация ПВО
Авиация ПВО (Истребительная авиация ПВО) — авиационные формирования войск ПВО имеющие на вооружении истребители-перехватчики. Первые формирования авиации ПВО были созданы в некоторых государствах в 1915 году в ходе Первой мировой войны. В Российской империи для противовоздушной обороны крупных городов в тот период были созданы специализированные авиационные отряды. В первую очередь в Петербурге и в Одессе.
К моменту образования войск ПВО СССР в ноябре 1941 года, для авиации ПВО было выделено 1500 истребителей сведённых в 40 авиационных полков.
В годы Великой Отечественной войны, для обороны крупных городов и промышленных районов в июне 1943 года была создана 1-я воздушная истребительная армия ПВО (1-я ВИА ПВО). В объединение в разные годы входило от 3 до 6 истребительных авиационных дивизий. Количество истребительных полков в объединении менялось от 17 до 23.
Также в годы Великой Отечественной войны в авиации было создано 4 истребительных авиационных корпуса ПВО, в которые были сведены 24 авиационные дивизии. Общее количество истребителей в авиации ПВО достигло 3200.
В послевоенные годы в составе Войск ПВО СССР было создано дополнительно 10 ВИА ПВО.
ВИА ПВО находились в подчинении округов и районов ПВО. К началу 1960-х годов, в связи с массовым оснащением войск ПВО ракетной техники, все ВИА ПВО и входившие в их состав истребительные авиационные дивизии были расформированы. На их месте были созданы Отдельные армии ПВО (ОА ПВО), которые, в отличие от прежних исключительно авиационных объединений, представляли собой уже объединения включавшие в свой состав зенитно-ракетные бригады и дивизии, радиотехнические бригады и авиационные полки истребителей-перехватчиков

#### Зенитные ракетные войска
Зенитные ракетные войска (ЗРВ) — род войск, имеющий на вооружении зенитные стационарные, полустационарные и мобильные зенитные ракетные комплексы различной дальности действия. ЗРВ координируют свои действия с радиотехническими войсками, истребительной авиацией ПВО и средствами радиоэлектронной борьбы.

#### Радиотехнические войска
Радиотехнические войска (РТВ) — род войск имеющий на вооружении радиолокационные станции различного типа, производящие радиотехническое обеспечение (радиолокационную разведку воздушного и космического пространства) для зенитных ракетных войск и истребительной авиации ПВО. Представлен отдельными радиотехническими батальонами и радиотехническими бригадами.

### Специальные войска
Специальные войска предназначены для осуществления боевого и тылового обеспечения.

#### Инженерные войска

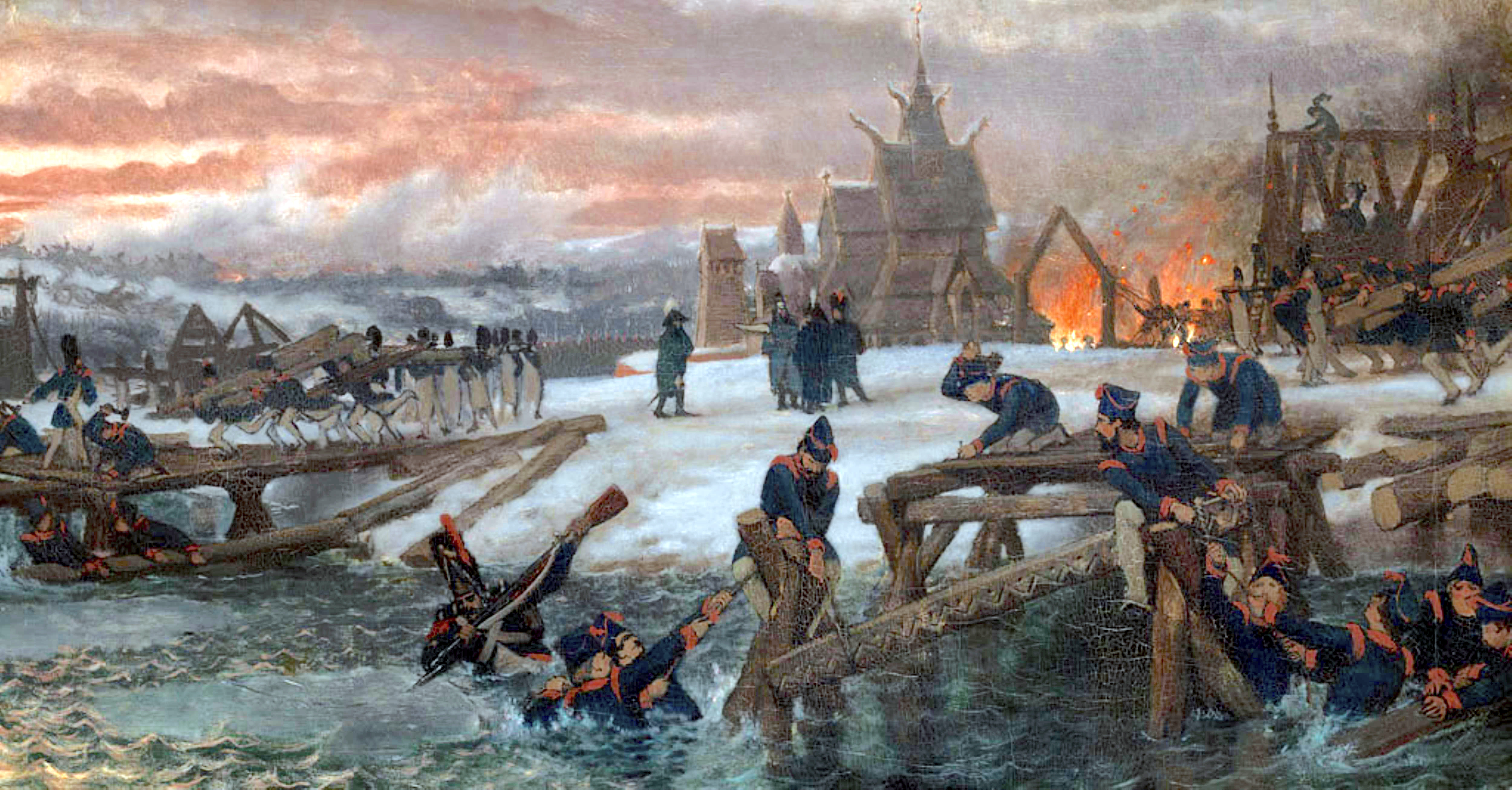
Инженерные войска — старейший род специальных войск в вооружённых силах.
На картине французские сапёры наводят переправу через Березину. 26 ноября 1812 года.
Картина Лоуренса Альма-Тадема

Старейшим родом специальных войск, который был создан в виде отдельных формирований являются инженерные войска. Инженерные войска выполняют широкий круг задач в которые входит создание и разрушение фортификационных укреплений, обустройство переправ через водные преграды, обустройство проходов для войск через естественные и искусственные заграждения, обеспечение войск питьевой водой и многое другое.
Впервые формирования инженерных войск были созданы во Франции в XVII веке по инициативе военного инженера Себастьена Вобана. Первым из них стал Инженерный корпус созданный в 1669 году как учебное формирование по подготовке военных инженеров. В последующем по инициативе Вобана во французской армии были созданы такие формирования постоянного состава как пионерные роты для возведения фортификационных сооружений и сапёрно-минерные роты для прокладки подземных туннелей для разрушения осаждаемых крепостей.
В России инженерные войска появились в 1712 году по указу Петра Первого, с созданием минёрных рот и команд понтонёров. В связи с развитием инженерного дела происходило укрупнение формирований. Так в 1797 году был создан первый инженерный полк в составе 2 минёрных рот, 2 инженерных рот и 2 рот мастеровых. В 1802 году инженерные войска получили собственное централизованное командование под названием Инженерная экспедиция. В 1812 году командование было переименовано в Инженерный департамент. С 1816 года инженерные войска переведены на батальонную структуру при которой в каждом армейском корпусе полагался один инженерный батальон и один сапёрный батальон. С 1819 года оба типа батальонов сведены в одну инженерную бригаду.
В годы Великой Отечественной войны в Красной армии были созданы объединения инженерных войск — сапёрные армии.
После войны инженерные войска в ВС СССР были представлены инженерно-сапёрными ротами в составе полков и бригад, инженерно-сапёрными батальонами в составе дивизий, инженерно-сапёрными бригадами и инженерными полками в составе армейских корпусов и общевойсковых и танковых армий. В составе ВМФ СССР формирования инженерных войск, находились в подчинении морской инженерной службы.

#### Дорожные войска
Дорожные войска — в Русской императорской армии, в Вооружённых силах СССР и Вооружённых силах Российской Федерации, род войск предназначенный для подготовки, эксплуатации, технического прикрытия и восстановления военно-автомобильных дорог. В эксплуатацию военно-автомобильных дорог также входило и входит организация дорожно-комендантской службы, обеспечивающей порядок и безопасность передвижения военных колонн.
В Российской империи создание формирований дорожных войск было предусмотрено в Уставе воинском в 1716 году. Согласно его положениям для организации продвижения войск по дорогам создавались специальные «пионерные команды» с личным составом до 1000 человек. В 1890 году для обслуживания и ремонта военных дорог были созданы Этапные войска представленные этапными батальонами. В начале Первой мировой войны были созданы специальные дорожные войска, чья численность к окончанию боевых действий достигло 240 тысяч человек. В РККА задачи по дорожному обеспечению войск решали военно-дорожные отряды и этапные части. В 1929 году эти отряды и части были расформированы. В 1939 году начали создаваться дорожно-эксплуатационные полки, занимавшиеся обустройством грунтовых дорог для продвижения войск. На начало Великой Отечественной войны формирования дорожных войск существовали как в РККА так и в системе НКВД СССР. В мае 1942 года все формирования дорожных войск были сведены под единое командование Автомобильно-дорожной службы Народного комиссариата обороны СССР. Вместо дорожно-эксплуатационных полков начали создаваться отдельные дорожно-эксплуатационные батальоны. В 1943 году Автомобильно-дорожная служба была разделена на Автомобильную службу и Дорожную службу. В июне 1943 года было создано Главное дорожное управление Красной армии.
В послевоенный период для восстановления дорожной инфраструктуры СССР был создан Отдельный дорожно-строительный корпус в составе 8 дорожно-строительных дивизий и 3 равноценных им военно-строительных управлений.
На заключительной стадии существования ВС СССР дорожные войска подчинялись Центрального дорожно-строительному управление Министерства обороны и включали в свой состав 25 дорожно-строительных бригад, которые были сформированы вместе с управлением в 1988 году.
В вооружённых силах других государств задачи по техническому прикрытию дорог и по их восстановлению выполняют инженерные войска.

#### Войска связи
Войска связи — род войск который выполняет задачи по управлению войсками (силами), обеспечивая донесение приказов и распоряжений командования до подчинённых войск, и в обратном направлении получение командованием информации от подчинённых войск об обстановке на передовой (театре военных действий).
Появление войск связи было связано с изобретением телеграфа, который существенно упростил и сделал более надёжным прежнее управление войсками, производившееся доставкой приказов и распоряжений от командования подчинённым войскам, а также получение боевых донесений в обратном направлении от подчинённых войск командованию, исключительно в письменном виде конными или пешими курьерами, либо голубиной почтой. Первые формирования телеграфной связи названные телеграфными войсками (нем. Telegrafentruppe) появились в Пруссии в 1830 году.
В Российской империи первым формированием стала телеграфная рота, созданная в сентябре 1851 года при управлении Петербургско-Московской железной дороги. К 1865 году подразделения телеграфной связи появились в Русском императорском флоте для обеспечения связи с крепостями Свеаборг и Кронштадт. Первое испытание полевого подразделения телеграфной связи в Русской императорской армии пришлось на период Крымской войны 1853—1856 годов. В 1884 году телеграфные подразделения введены в состав армейских корпусов. В 1897 году они получили название военно-телеграфные роты. В 1899 году была создана первая часть радиосвязи под названием «Кронштадтский искровой военный телеграф». Накануне Первой мировой войны войска связи Российской империи состояли из 7 отдельных радиотелеграфных рот, 11 отдельных телеграфных рот, 41 телеграфная рота в составе сапёрных батальонов и 3 запасных телеграфных батальона.
В межвоенный период в 1930-е годы Вооружённых силах СССР из войск связи был выделен отдельный род радиочасти Особого назначения (ОсНаз) представленный отдельными радиодивизионами с подчинением Главному разведывательному управлению Генерального штаба ВС СССР, задачей которых стала радиоразведка и радиотехническая разведка.

#### Железнодорожные войска

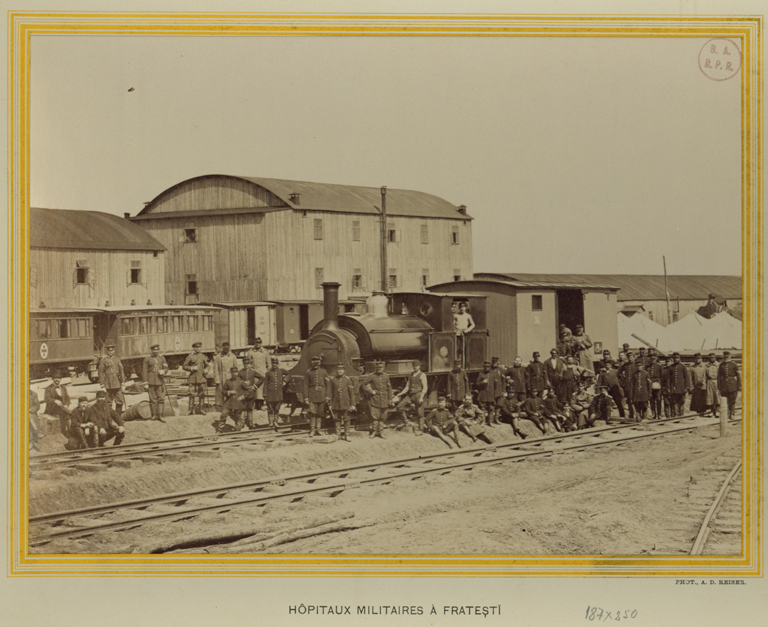
Подразделение железнодорожных войск Русской императорской армии.
Румыния. 1877 год

Во второй половине XIX века в связи с распространением в разных государствах сети железных дорог, появилась потребность в создании специальных войск, которые обеспечивали эксплуатацию железных дорог в военных целях. В Российской империи подобные формирования были созданы в 1851 году для охраны и эксплуатации Петербургско-Московской железной дороги. Они были представлены 14 отдельными военно-рабочими ротами, 3 кондукторскими ротами и 1 телеграфной ротой, которые были сведены в состав инженерных войск. В период с 1858 по 1863 годы были созданы временные рабочие бригады. С 1864 года были созданы военно-рабочие бригады. С 1870 года началось создание военно-железнодорожных команд, личный состав которых проходил подготовку по обеспечению войск в театрах военных действий. В 1876 году был создан первый железнодорожный батальон. В период русско-японской войны 1904—1905 годов железнодорожные войска были выведены из состава инженерных войск и подчинены Управлению военных сообщений Генерального штаба.
В октябре 1918 года в РККА были созданы железнодорожные войска в виде отдельных железнодорожных рот с централизованным подчинением. К 1920 году формирования были укрупнены до железнодорожных дивизионов и бригад. По окончании боевых действий железнодорожные войска занимались восстановлением разрушенных железных дорог и строительством новых. В 1932 году был создан Особый железнодорожный корпус. В годы Великой Отечественной войны железнодорожные войска кроме эксплуатации, прикрытия и ремонта железных дорог также занимались созданием заграждений на пути продвижения противника на оставляемых территориях.
В послевоенные годы железнодорожные войска ВС СССР неоднократно реформировались и на позднем этапе существования СССР имели корпусную организацию, в которой в 5 железнодорожных корпусов были сведены 42 железнодорожные бригады и несколько отдельных железнодорожных полков и батальонов.
В военной истории США в годы гражданской войны 1861—1865 годов также существовали железнодорожные войска созданные стороной северян с управлением войск под названием Военная железная дорога США (англ. U.S. Military Railroad). К окончанию боевых действий данное управление располагало 419 локомотивами и 6330 вагонами, которые обеспечивали транспортные перевозки для войск северян. Кроме этого войска занимались восстановлением разрушенных железных дорог. После боевых действий управление было расформировано. Повторно управление железнодорожных войск в США создавалось в годы Первой мировой войны. В годы Второй мировой войны в Армии США было создано управление железнодорожных войск под названием Военная Железнодорожная Служба (англ. Military Railway Service), чьей задачей было обеспечение железнодорожных перевозок для нужд армии на территории самих США. Для этой цели было создано 11 управлений железнодорожных войск, в состав которых входили 46 железнодорожных батальонов. Для восстановления разрушенной железнодорожной сети и подвижного состава Франции, Военной железнодорожной службой было доставлено 1500 локомотивов и 20 000 железнодорожных вагонов.
В европейских государствах первое создание железнодорожных войск было отмечено в Пруссии, когда в 1874 году была создана Королевская Прусская железная дорога (нем. Königlich Preußische Militär-Eisenbahn), которую строил и обслуживал один железнодорожный батальон. На базе данной части происходило обучение личного состава железнодорожных войск (нем. Eisenbahntruppen). В ходе Первой и Второй мировых войн в Австрии и в Германии существовали формирования железнодорожных войск создававшие узкоколейные дороги под названием Военные железные дороги (Heeresfeldbahn) для транспортных нужд армии в полевых условиях. В Федеративной Республике Германия железнодорожные войска просуществовали до 1990 года. В Швейцарии данный род войск существовал до 2003 года.

#### Автомобильные войска
Автомобильные войска — род войск осуществляющих тыловое обеспечение в виде подвоза материальных средств, эвакуации раненых и больных, перевозки личного состава, имущества и трофеев.
В начале XX века автомобили были приняты на вооружение в армии ведущих государств, что позволило создать новый род специальных войск для осуществления транспортных перевозок военных грузов и личного состава под названием автомобильные войска. В русской армии первыми формированиями стали автомобильные команды в составе железнодорожных батальонов, созданные в 1906 году, которые в 1910 году были преобразованы в автомобильные роты и автомобильные команды подвоза боеприпасов.
В РККА первыми формированиями автомобильных войск стали автомобильные колонны (по 10 автомобилей в каждом), которые в 1919 году были преобразованы в автомобильные грузовые отряды (по 20 машин в каждом). В 1939 году в Красной армии вместо отрядов были созданы автомобильные роты, батальоны и полки. С 1941 года — автомобильные бригады. В годы Великой Отечественной войны в Красной армии действовало 35 автомобильных полков, 173 отдельных батальона. Централизованное командование автомобильных войск в ВС СССР было создано в январе 1943 года под названием Главное автомобильное управление Красной Армии. До данного периода автомобильные войска подчинялись Главному автобронетанковому управлению созданному в 1929 году.
В Армии США централизованное командование автомобильными войсками было создано в 1918 году под названием Автотранспортный корпус (англ. Motor Transport Corps). В 1943 году оно вошло в состав Транспортного корпуса, который кроме автомобильных перевозок для нужд армии также занимается воздушными, морскими и железнодорожными перевозками.

#### Химические войска
В годы Первой мировой войны появился новый род специальных войск — химические войска. Его появление связано с применением воюющими сторонами химического оружия на полях сражений в Западной Европе. Задачей рода войск стало как применение химического оружия по противнику так и защита от него своих войск. Первоначально подразделения и части химических войск использовали газовые баллоны и ядовито-дымные шашки. Также в них входили противогазовые подразделения для нейтрализации последствий газовой атаки и защиты от неё. Впоследствии с развитием артиллерийских средств, сделавших доступным доставку отравляющих веществ артиллерийскими снарядами, появились химические миномётные части. В армиях Германии, Франции и Российской империи первые химические подразделения сформированы были в 1915 году.
В армии США они были созданы в 1917 году. К середине 1916 года в русской армии было создано 12 химических газовых команд, которые в 1917 году были переформированы в химические роты и химические батальоны.
Для централизованного управления химическими войсками в ВС СССР в 1925 году было создано Военно-химическое управление РККА. В СССР появившееся в межвоенный период усовершенствованное огнемётное оружие как в виде ручных переносных установок так и в виде установок на танках, было отнесено к химическому оружию, в связи с чем химические войска могли участвовать непосредственно в прямом боестолкновении с противником. Кроме применения химического оружия и защиты от него, на химические войска была возложена задача по дымовой маскировке своих войск на передовой и объектов в тылу. В послевоенный период в связи с появлением ядерного оружия, на химические войска была возложена функция по устранению возможных последствий ядерного удара (дезактивация заражённых радиацией военной техники, объектов и местности).
На конечном этапе существования ВС СССР, химические войска в его составе были представлены отдельными ротами или батальонами химической защиты в дивизиях и полками и бригадами химической защиты в составе военных округов. Только бригад химической защиты на данном этапе было 24.
Также в послевоенный период на химические войска была возложена задача по защите от бактериологического оружия, в связи с чем полное название химических войск в некоторых армиях носит название войска радиационной, химической и биологической защиты (сокращённо — РХБЗ). В западных странах применяется аналогичное название рода войск (англ. Chemical, biological, radiological and nuclear defense или CBRN defense).

#### Трубопроводные войска
Трубопроводные войска — род войск тылового обеспечения в Вооружённых силах СССР и Вооружённых силах Российской Федерации, выполняющий задачи по снабжению войск горючим, методом развёртывания полевых магистральных трубопроводов на значительные расстояния.
Первые части трубопроводных войск были созданы в 1952 году в Советской армии из-за увеличения потребностей войск в горючем и необходимости расширения методов его доставки. К концу 1950-х годов было создано 11 отдельных трубопроводных батальонов. В 1961 году началось создание трубопроводных бригад.
В Советской армии трубопроводные войска были представлены отдельными трубопроводными батальонами и трубопроводными бригадами. В ходе Афганской войны 1979—1989 годов силами 276-й трубопроводной бригады и 14-го отдельного трубопроводного батальона было развёрнуто 1200 километров магистральных трубопроводов по которым части 40-й армии получали всё потребляемое авиационное топливо и около 50 % бензина и дизельного топлива.
К моменту распада СССР в Вооружённых силах СССР не считая отдельных частей трубопроводных войск, было 24 трубопроводных бригад.

### Рода войск с различным статусом
Существуют рода войск, которые в вооружённых силах разных государств, на различных исторических этапах являлись и являются составной частью разных видов вооружённых сил, либо отдельными родами войск.

#### Воздушно-десантные войска

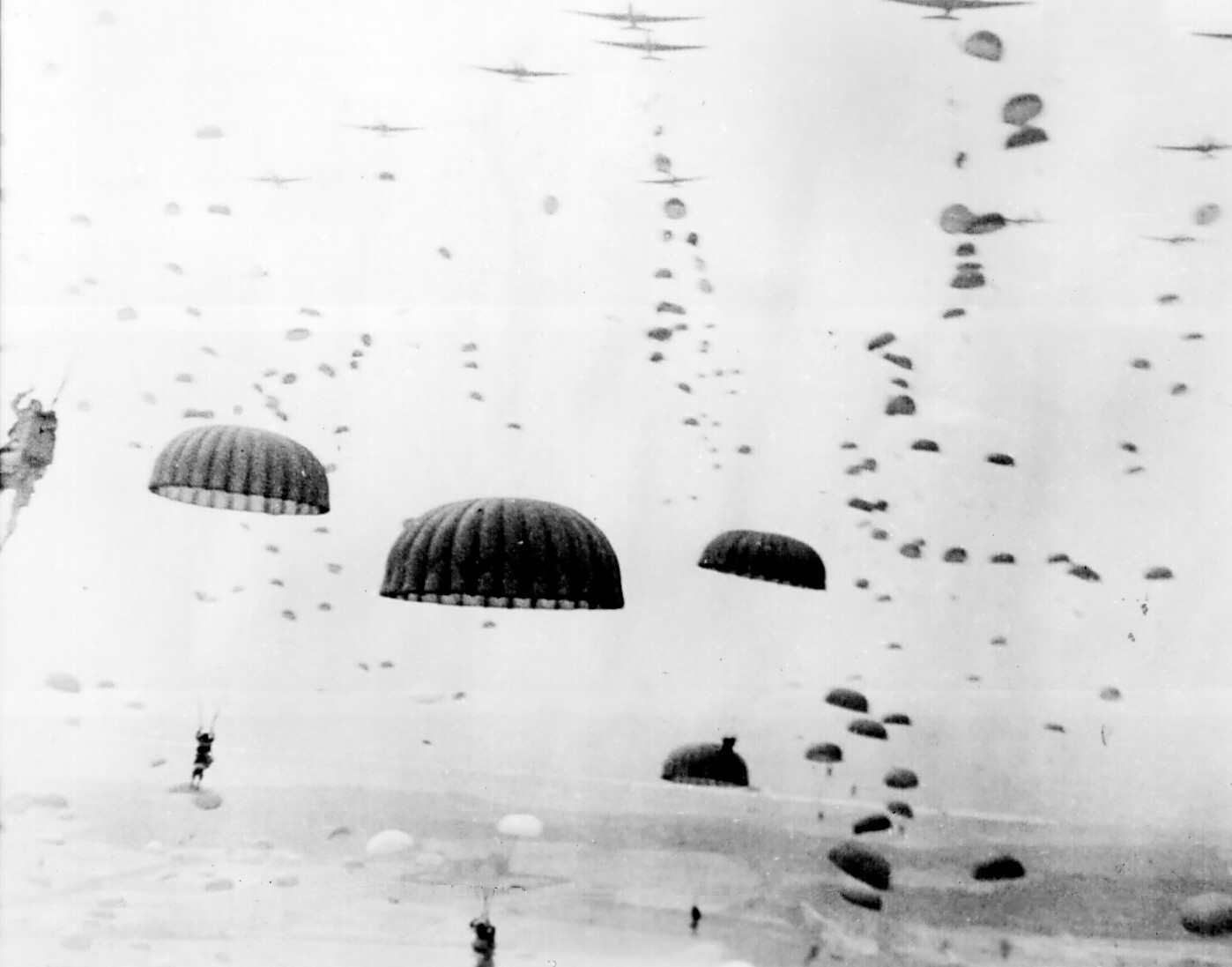
Высадка соединений воздушно-десантных войск.
Голландская операция.
Сентябрь 1944 года

Воздушно-десантные войска (ВДВ) — род войск представляющий собой общевойсковые формирования (пехотные, артиллерийские, инженерные и другие) с облегчённым вооружением, позволяющим их переброску на самолётах военно-транспортной авиации с последующей высадкой (парашютным либо посадочным способом) в тылу противника для дезорганизации его обороны.
В армиях различных государств, ВДВ могут являться отдельным родом войск, либо быть составной частью сухопутных войск или военно-воздушных сил.
В Вооружённых силах СССР с момента создания в 1931 году и до июня 1946 года ВДВ находились в составе военно-воздушных сил, после чего получили статус отдельного рода войск. В апреле 1956 года ВДВ потеряли статус отдельного рода войск и вошли в состав сухопутных войск. В марте 1964 года ВДВ снова стали отдельным родом войск.
Создание воздушно-десантных войск возникло с необходимостью проведения действий в тылу противника с целью дезорганизации его обороны, перед предстоящим наступлением. Этому способствовало появление 1930-е годы военно-транспортной авиации, способной перебросить по воздуху соединения пехоты в тыл противника.
Первые экспериментальные формирования воздушно-десантных войск были созданы в 1931 году в СССР. К концу 1933 года было создано 29 авиадесантных батальонов и бригад. В 1941 году ВДВ СССР перешли на корпусную организацию, в которой каждый воздушно-десантный корпус включал в себя 3 воздушно-десантные бригады. В ходе Великой Отечественной войны организация ВДВ неоднократно менялась с переформированием воздушно-десантных корпусов в воздушно-десантные дивизии, а воздушно-десантных бригад в парашютно-десантные полки. В конце 1944 года все соединений ВДВ были сведены в крупнейшее объединение этого рода войск — Отдельную гвардейскую воздушно-десантную армию, которая просуществовала около двух месяцев.
В послевоенные годы ВДВ СССР перешли на дивизионную структуру, представленную воздушно-десантными дивизиями, основу которых составляли 3 парашютно-десантных полка и артиллерийский полк. Параллельно с ВДВ в составе Сухопутных войск СССР с 1968 по 1990 годы существовали десантно-штурмовые формирования представленные отдельными бригадами, полками и батальонами, которые по мнению экспертов также являлись воздушно-десантными войсками и представляли собой аналог аэромобильных войск в западных государствах.
В Германии создание воздушно-десантных войск началось в 1936 году. В 1938 году была создана 7-я парашютная дивизия в подчинении Люфтваффе. В годы Второй мировой войны в составе Люфтваффе было создано 8 парашютных дивизий, которые в составе двух воздушно-десантных корпусов образовали в ноябре 1943 года 1-ю парашютную армию, также подчинённую Люфтваффе. В связи с тяжёлой для Германии обстановкой на фронтах, в 1944 году 1-я парашютная армия была передана в подчинение командования сухопутных войск.
В годы Второй мировой войны воздушно-десантные войска также были созданы в таких государствах как США, Великобритания, Италия, Венгрия, Япония и Колониальная Индия.
В НОАК, как и в ВС СССР, воздушно-десантные войска были сформированы в составе военно-воздушных сил страны. Созданный в 1961 году [[Воздушно-десантный корпус ВВС НОАК
15-й воздушно-десантный корпус]] (кит. 中国人民解放军空降兵军) в составе ВВС НОАК, был в 2017 году переименован в Воздушно-десантный корпус ВВС НОАК с переформированием ранее входивших в его состав 3 воздушно-десантных дивизий в 9 бригад и 1 полк.
На данном историческом этапе ВДВ под разными названиями являются отдельным родом войск в ряде таких государствах как Великобритания, Россия, Германия и Украина. В большинстве других государств воздушно-десантные войска являются составной частью сухопутных войск.

#### Армейская авиация
Армейская авиация — род войск предназначенный для непосредственной поддержки и обеспечения боевых действий сухопутных войск с воздуха (авиационная поддержка).
В вооружённых силах нескольких ведущих государств (США, Великобритании, Франции, Италии и других) — является составной частью сухопутных войск.
В Вооружённых силах СССР до 1990 года армейская авиация являлась родом военно-воздушных сил, после чего была передана в состав сухопутных войск.
В Вооружённых силах Российской Федерации с 2003 года является составной частью ВВС РФ.
Получила основное развитие в послевоенный период с массовым поступлением в сухопутные войска вертолётов различного типа (транспортные, многоцелевые, огневой поддержки).
В организационном плане армейская авиация представлена вертолётными бригадами (группами), полками, батальонами, эскадрильями (ротами), которые входят в штат соединений, частей и подразделений сухопутных войск либо составляют резерв командования сухопутных войск в зонах боевых действий (на театре военных действий).

#### Ракетные войска стратегического назначения
Ракетные войска стратегического назначения (РВСН) — в Вооружённых силах СССР являлись видом вооружённых сил.
В 2001 году указом Президента России был преобразован в отдельный род войск в Вооружённых силах Российской Федерации.

## Знаки различия
Для различия военнослужащих по родам войск (сил) применяются петличные (погонные) эмблемы.